# Lăng mộ Gonbad-e Qābus
Lăng mộ Gonbad-e Qābus là một tượng đài nằm ở thành phố Gonbad-e Kavus, Iran. Nó đã được UNESCO công nhận là Di sản thế giới từ năm 2012. Đây được cho là điểm đánh dấu mộ của nhà cai trị Ziyarid Qabus ibn Wushmagir (978–1012). Đây là một tháp mộ hình trụ cao 61 mét (200 foot), được xây dựng vào năm 1006 và 1007. Nó có thể được nhìn thấy ở khoảng cách xa 30 kilômét (19 dặm). Thành phố nơi có mặt di tích này được đặt theo tên của nó.
Đây được coi là một kiệt tác của kiến trúc Iran, nhà sử học Grabar Oleg mô tả lăng mộ gần như đạt đến sự cân bằng hoàn hảo cả về mục đích (vinh quang huy hoàng vượt xa cái chết), hình dáng (tháp hình trụ biến đổi ngôi sao) và vật liệu duy nhất (bằng gạch). Gonbad-e Qabus là lăng mộ tháp nổi tiếng nhất ở miền bắc Iran và đã xuất hiện trong nhiều ấn phẩm.

## Kế hoạch xây dựng
Các bản chữ khắc trên tháp được viết dưới dạng văn xuôi có vần điệu, nó nói rằng nhà cai trị Qabus đã ra lệnh cho xây dựng tòa tháp trong khoảng thời gian trị vì của mình, thời gian xây dựng trong năm 1006 và 1007. Ông là một hoàng tử của triều đại Ziyarid có kinh đô đặt tại khu vực lịch sử Tabaristan ở miền bắc Iran. Vào thế kỷ 11, khu vực này vẫn đang trải qua quá trình chuyển đổi từ Hỏa giáo sang Hồi giáo.
Ngày thành lập trên di tích được đưa ra theo hai kiểu lịch là Mặt trời Iran và Mặt trăng Hồi giáo. Tượng đài có đường kính trong là 9,67 mét (31,7 foot) tại chân đế. Theo Sheila S. Blair (2002), lối vào của tòa tháp chứa một số bằng chứng sớm nhất về sự phát triển của cấu trúc vòm Muqarnas (giống như thạch nhũ) ở Iran. Về mặt thiết kế, Gonbad-e Qābus giống như nhiều tháp mộ trụ khác trên khu vực ven biển Caspi. Tuy nhiên, nó là ví dụ điển hình vì chiều cao "phi thường". Phần thân tháp nổi trên mặt đất cao 50 mét (160 foot) với trên đỉnh là mái hình nón.
Lăng mộ được xây dựng hoàn toàn bằng gạch nung có chất lượng tốt màu vàng nhạt đã bị mặt trời chuyển sang màu vàng óng. Chất lượng kỹ thuật của công trình đã quá rõ ràng, khi sự tồn tại với hình dáng gần như hoàn hảo của nó bất chấp sự tàn phá của thời gian, khí hậu và thậm chí là cả pháo kích của người Nga. Trang trí duy nhất bao gồm hai dải chữ khắc vòng quanh thân tháp dưới mái. Mỗi dải chữ khắc được chia thành mười ô bảng, hai ô bảng nằm giữa một cặp trụ tường. Văn bản khắc được lên kế hoạch cẩn thận kết hợp với độ thuần khiết của tòa tháp và độ cao thẳng đứng để biến nó thành một trong những di tích nổi tiếng và đáng nhớ nhất trong tất cả các công trình kiến trúc Iran.
Oleg Grabar (1975) đã viết rằng tháp Gonbad-e Qabus rõ ràng thuộc về loại thông thường của một kiến trúc trường kỳ đáng chú ý. Trong khi thảo luận về hình thức của các tháp lăng mộ ở phía bắc Iran, bao gồm tháp Gonbad-e Qabus, Grabar tuyên bố rằng chúng có thể có mối liên hệ với các cấu trúc tang lễ của người Hỏa giáo. Ông trích dẫn các ví dụ về việc sử dụng lịch mặt trời của Ba Tư trong bản khắc trên Gonbad-e Qabus, cũng như việc sử dụng tiếng Ba Tư Trung cổ (Pahlavi) thường xuyên trên các tháp lăng mộ khác ở miền bắc Iran. Theo Melanie Michailidis (2009), ảnh hưởng của Hỏa giáo hiện diện rõ ràng trong các tháp lăng mộ ở phía bắc Iran, và có thể được nhìn thấy rõ chiều cao, mục đích và hình thức của chúng. Cô lập luận rằng, các tòa tháp được xây dựng bởi các triều đại Ziyarid và Bavandid để mô phỏng "Hầm mộ tráng lệ đã mất của người Sasan".
Mặc dù tên của tòa tháp có nghĩa là Lăng mộ của Qabus, nhưng không có thi hài nào được chôn cất bên trong, tương tự như các tháp lăng mộ khác ở phía bắc Iran. Theo truyền thuyết, Qabus được chôn cất trong một quan tài thủy tinh, treo trên mái nhà bằng dây xích. Michailidis nói thêm rằng, sự thất bại của những người khai quật khi không tìm thấy một thi thể dường như có thể tin tưởng vào câu chuyện này. Cô giải thích rằng các tòa tháp được sử dụng theo thuyết hổ lốn. Thi thể được đặt bên trong lăng mộ, nhưng nhấc lên khỏi mặt đất, nằm trên một nền "bao gồm một số vật liệu không thấm nước". Vì Tabaristan vẫn đang trải qua quá trình Hồi giáo hóa vào thời điểm đó, chủ nghĩa thuyết hổ lốn sẽ là một lời giải thích hợp lý theo Michailidis. Lăng mộ của Qabus đáp ứng nhiều tiêu chí để xử lý người chết theo cách của Hỏa giáo.

## Hình ảnh

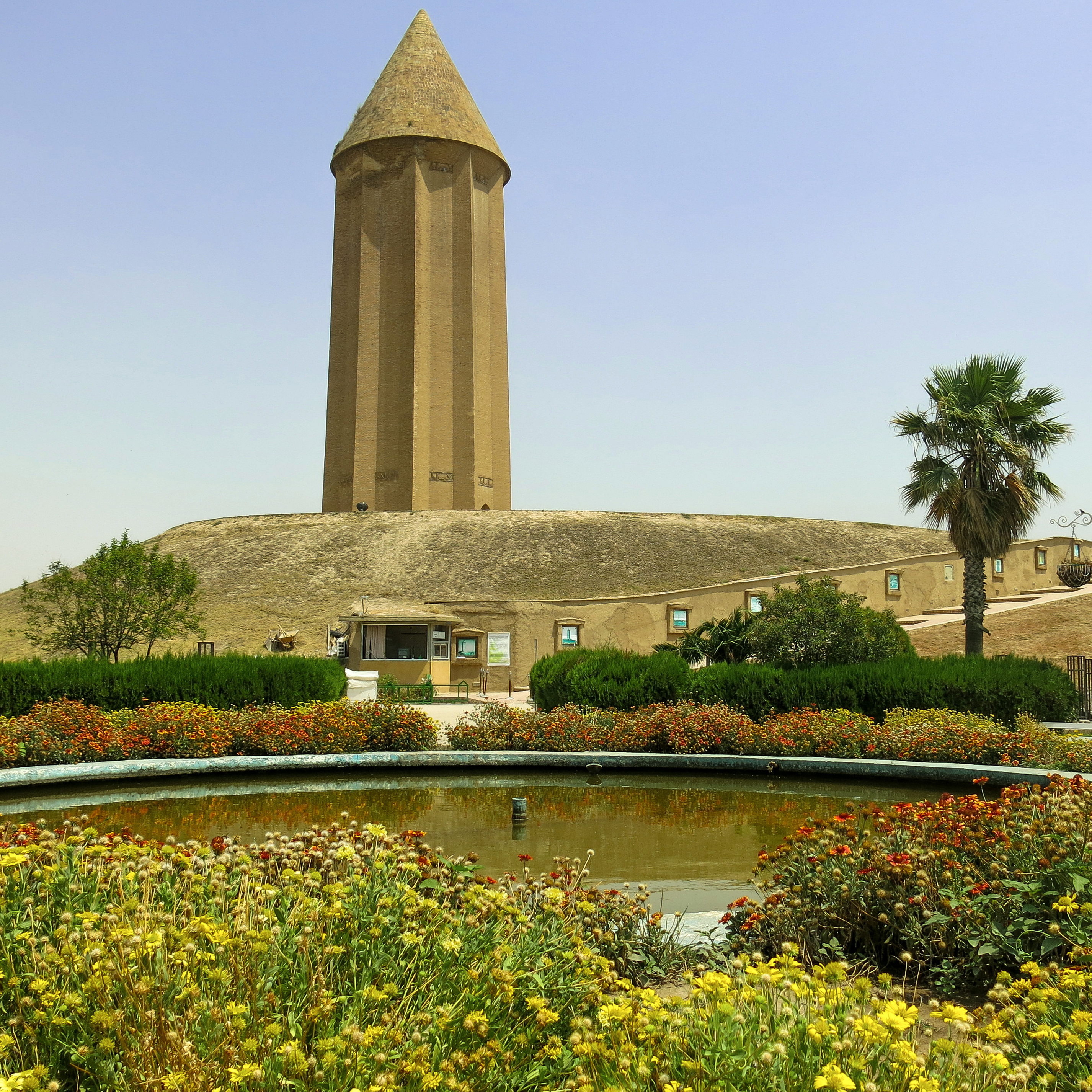
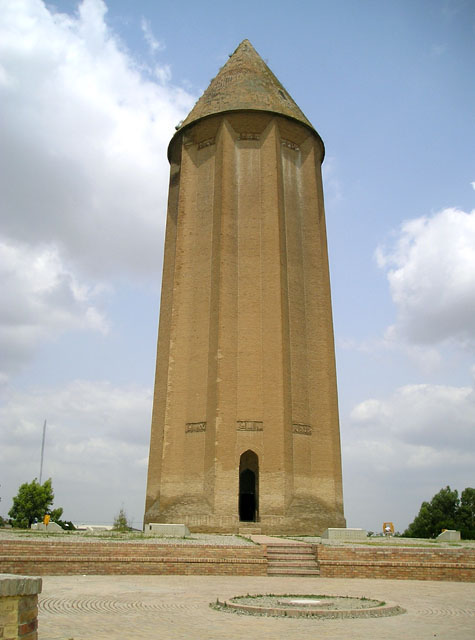
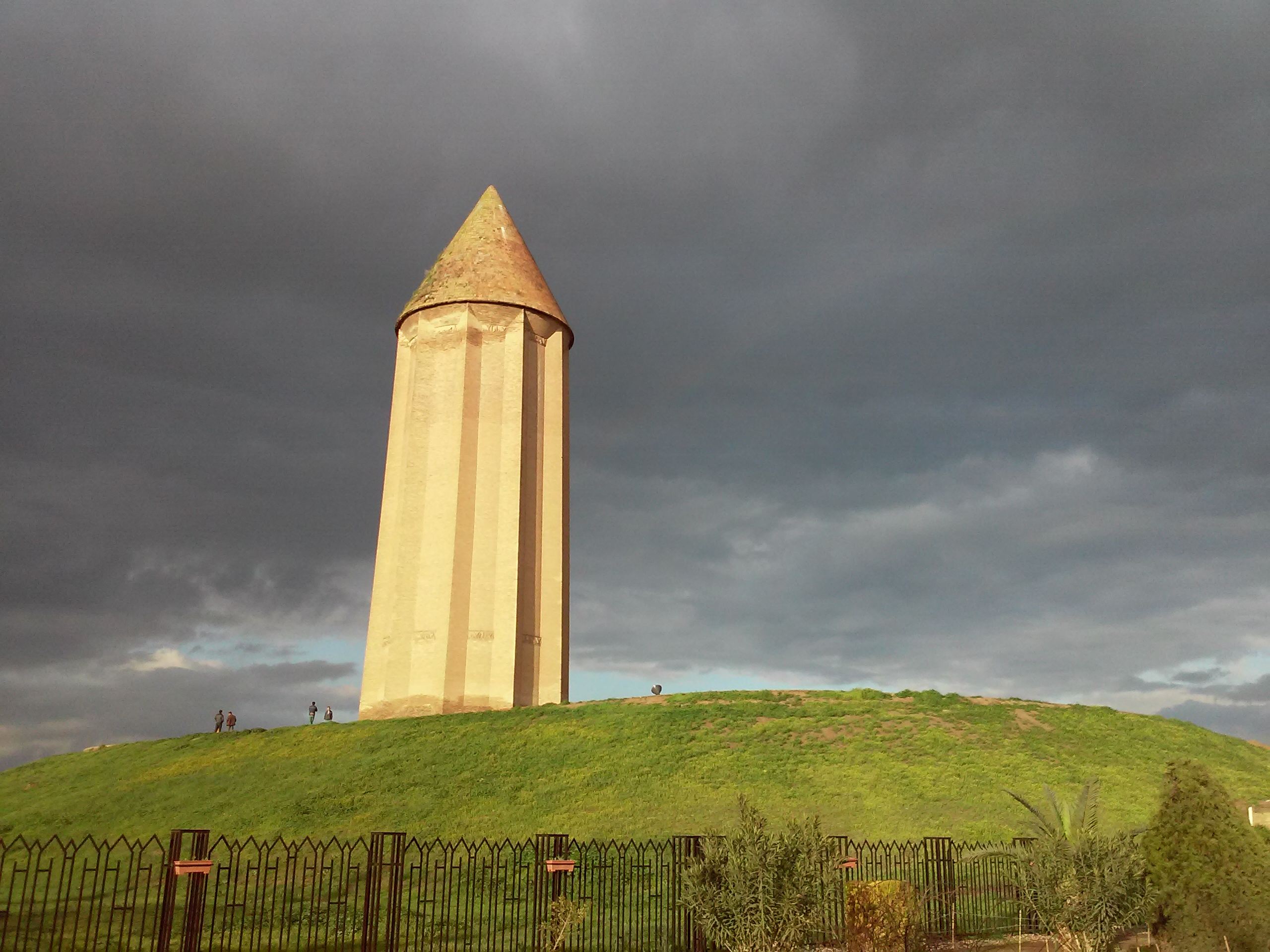
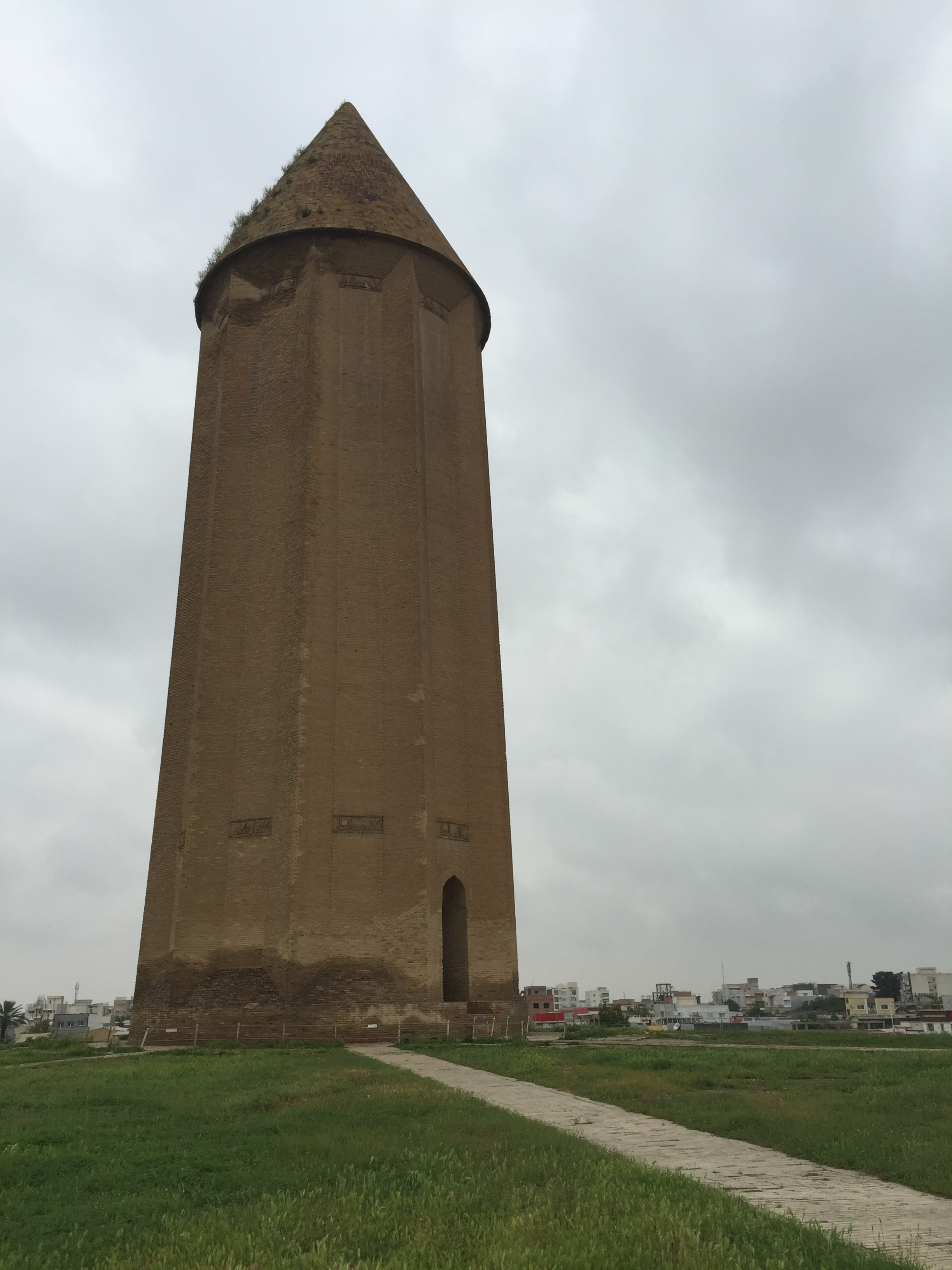
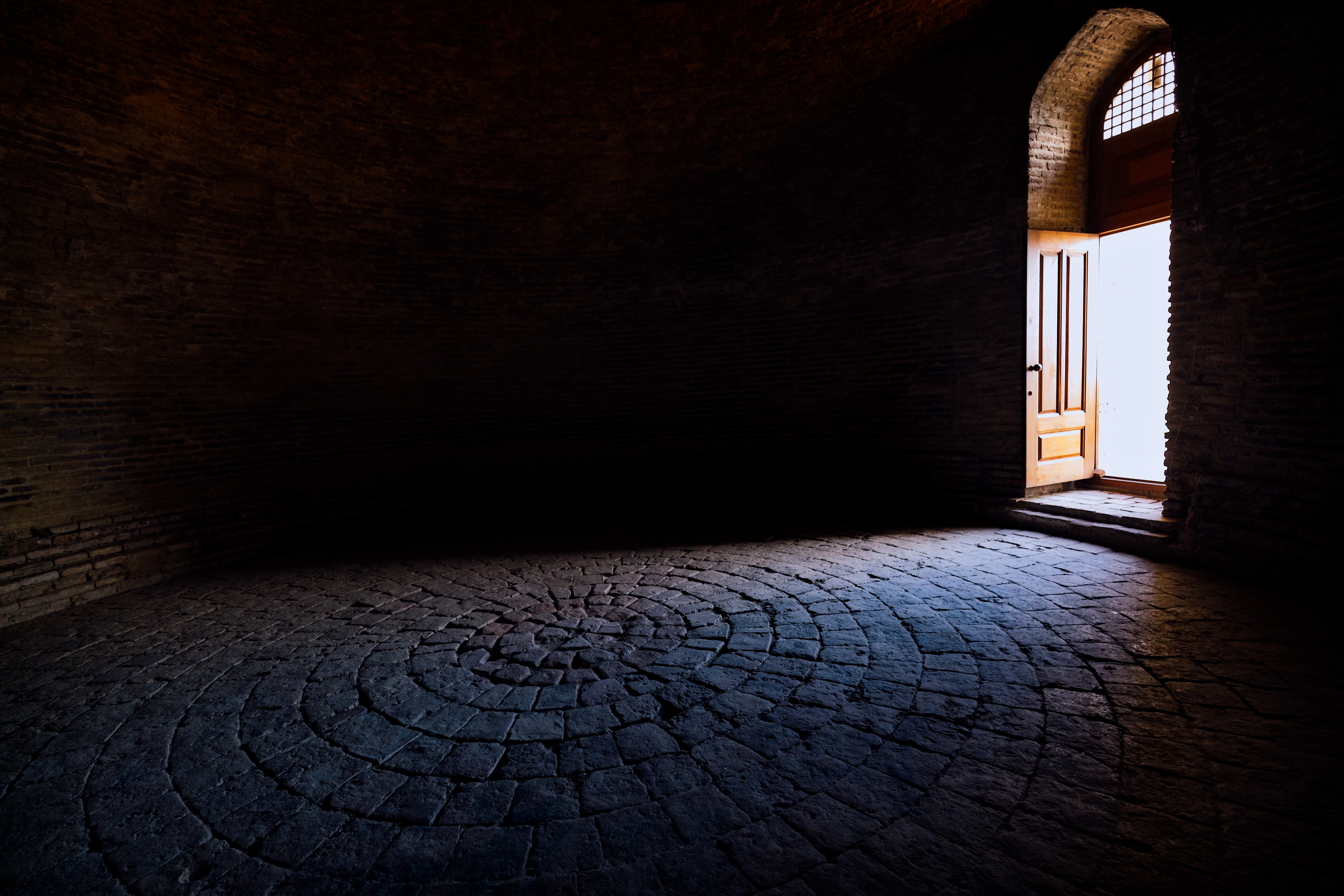
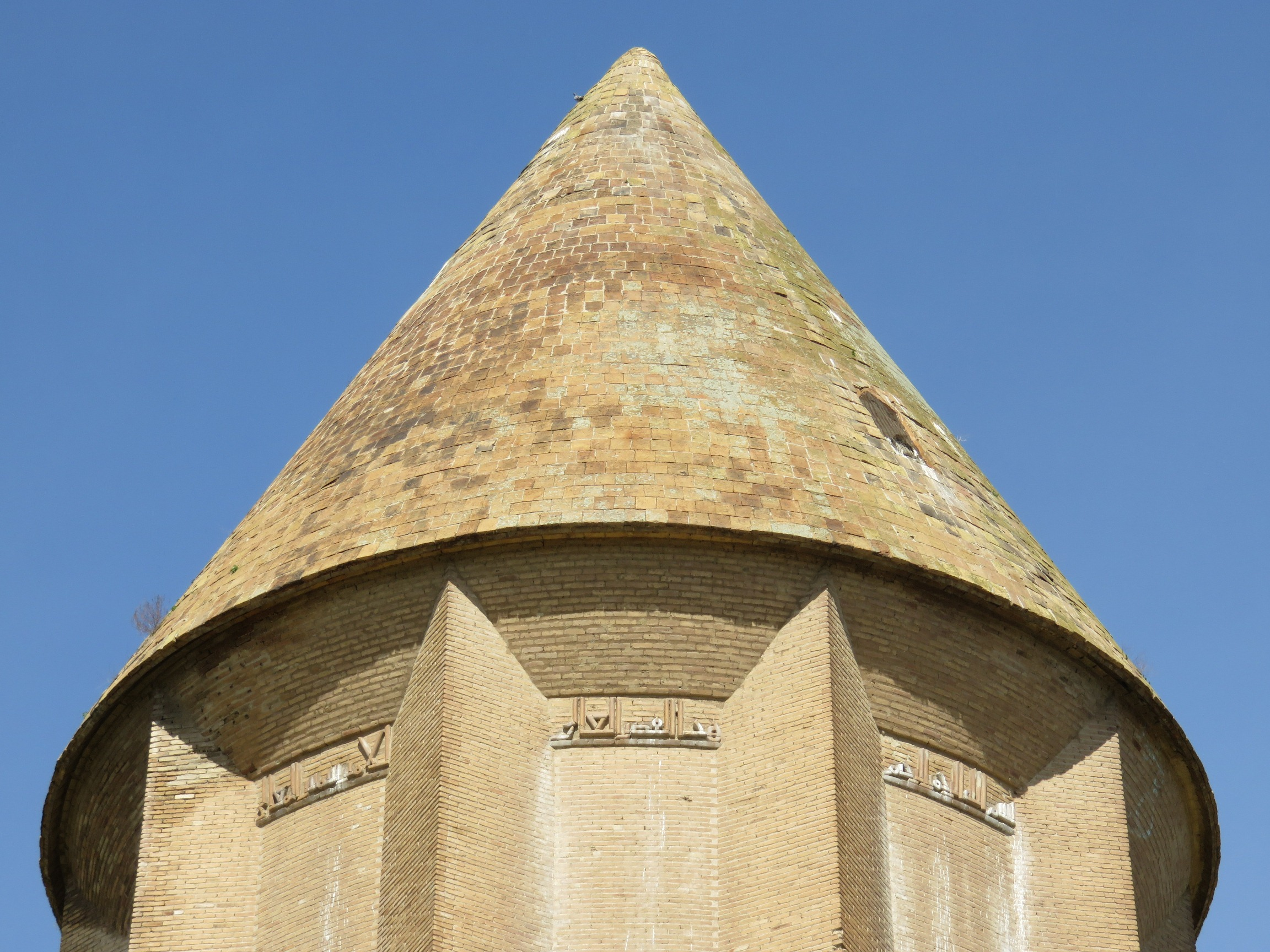
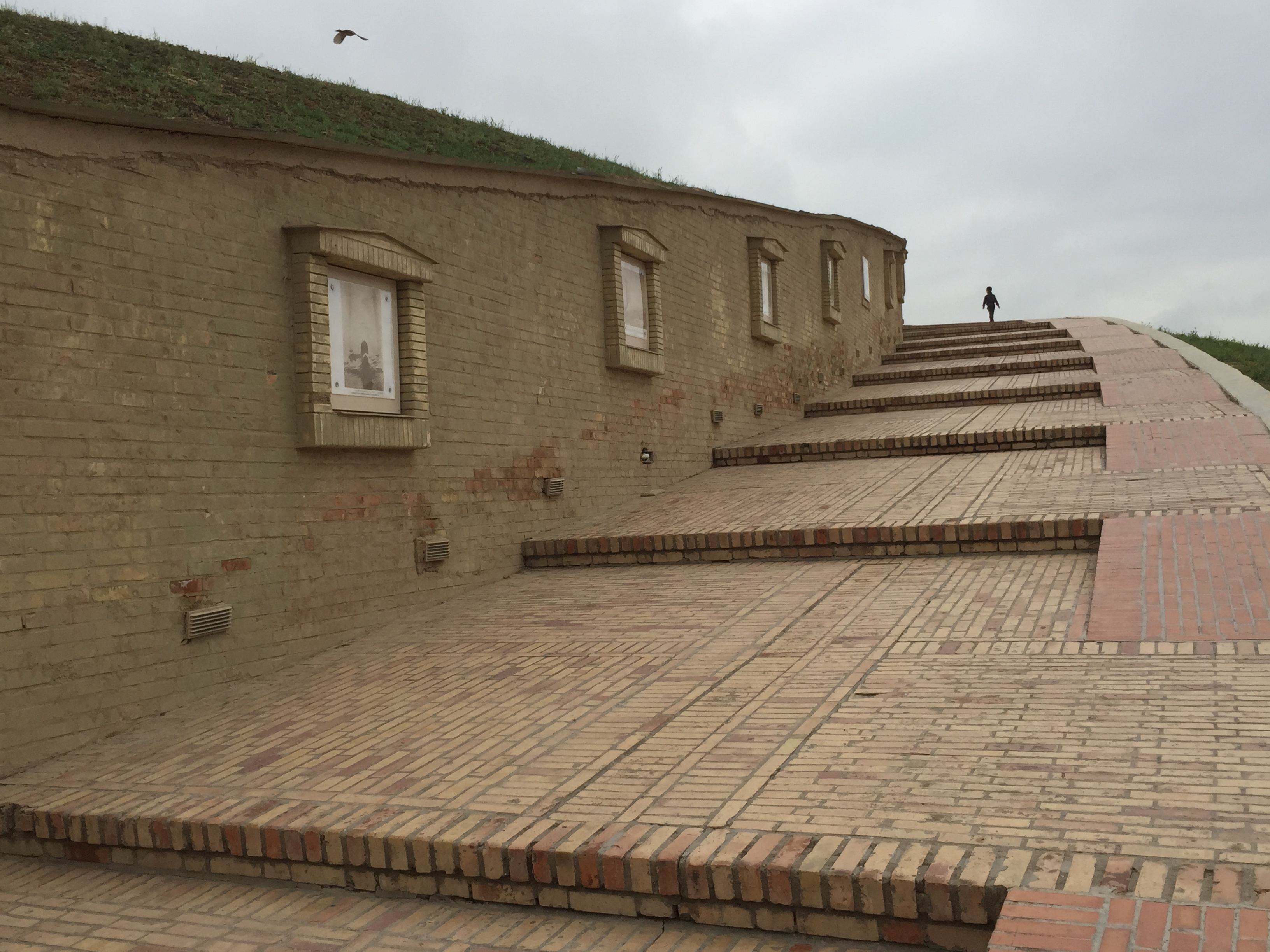